# Baie de Tasman

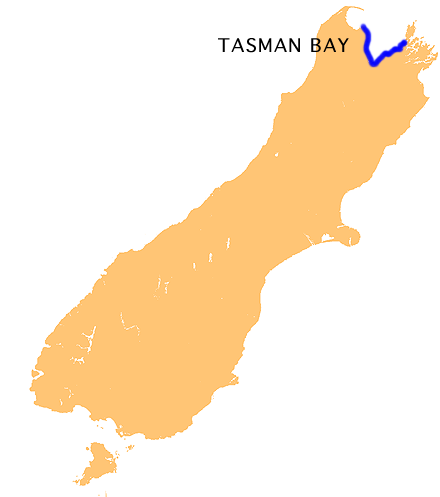
Baie de Tasman, par rapport à l'île sud de Nouvelle-Zélande.

La baie de Tasman est une baie de Nouvelle-Zélande, près du détroit de Cook.

## Îles de la baie
- Fisherman Island
- Île Adèle
- Île Pepin
- Ngaio Island
- Split Apple Rock